# Medal Stulecia Odzyskanej Niepodległości
Medal Stulecia Odzyskanej Niepodległości – polskie pamiątkowe państwowe odznaczenie cywilne ustanowione 15 czerwca 2018 r. jako dowód wdzięczności oraz wyraz szacunku dla osób, które położyły szczególne zasługi w służbie Państwu i społeczeństwu.

## Nadawanie
Medal nadawał Prezydent RP z własnej inicjatywy lub na wniosek Prezesa Rady Ministrów, ministrów, kierowników urzędów centralnych oraz wojewodów, którzy przedstawiali go prezydentowi nie później niż na dwa miesiące przed przewidywanym terminem wręczenia odznaczenia.
Medal nadawany był obywatelom polskim w okresie trwania Narodowych Obchodów Setnej Rocznicy Odzyskania Niepodległości Rzeczypospolitej Polskiej w latach 2018–2022.
Odznaczenie nadawane było osobom żyjącym, które poprzez:
1. pełnienie nienagannej służby publicznej – cywilnej lub wojskowej,
2. walkę o niepodległość oraz działalność na rzecz przemian demokratycznych,
3. aktywną działalność zawodową i społeczną,
4. twórczość naukową, literacką i artystyczną

– przyczyniły się do odzyskania lub umacniania suwerenności RP, w tym w szczególności budowania wspólnoty obywatelskiej Polaków i poczucia tożsamości narodowej, rozwoju nauki, rozsławiania dobrego imienia RP poprzez kulturę i sztukę, rozwoju społecznego i umacniania więzi z Polakami za granicą oraz budowania dobrobytu gospodarczego RP.
Z końcem 2022 roku nadawanie medalu zostało zakończone.

## Wygląd
Odznaką Medalu jest okrągły, srebrzony i oksydowany medal o średnicy 35 mm, z wrzecionowatym uszkiem i kółkiem do zawieszenia, o zróżnicowanej powierzchni sugerującej falującą flagę, z umieszczonym pośrodku wizerunkiem stylizowanego ukoronowanego orła wznoszącego skrzydła, wspartego na sfalowanej w płaszczyźnie wstędze z majuskułowym wklęsłym napisem POLONIA REDIVIVA (z łac. POLSKA ODRODZONA). Na odwrotnej, gładkiej stronie umieszczone są wypukłe inicjały Rzeczypospolitej Polskiej RP nad datami 1918 i 2018 w dwóch wierszach, ujęte stylizowanymi liśćmi wawrzynu i dębu z owocami, z przewiązką krzyżową u dołu.
Medal zawieszony jest na niebieskiej wstążce szerokości 36 mm ze srebrzystym prążkiem szerokości 4 mm pośrodku – nawiązuje w ten sposób do Medalu Dziesięciolecia Odzyskanej Niepodległości, który zawieszano na gładkiej niebieskiej wstążce.
Autorkami projektu medalu są Ewa Olszewska-Borys i Dobrochna Surajewska.